# Вакки, Фабио
Фабио Вакки (итал. Fabio Vacchi; род. 19 февраля 1949, Болонья) — итальянский композитор.

## Биография
Учился в Болонской консерватории у Джакомо Мандзони и Франко Донатони, затем в Беркширском музыкальном центре в США. Дебютировал на фестивале «Флорентийский музыкальный май» в 1982 году.

## Произведения
- Les soupirs de Geneviève для 11 струнных инструментов (1976)
- Girotondo, опера, по Шницлеру (1982)
- Концерт для фортепиано и оркестра (1983)
- Plynn для гитары (1986)
- Luoghi Immaginari для камерного оркестра (1987—1992)
- Il Viaggio, опера, по Т.Гуэрре (1990)
- La Station thermale, опера по Гольдони (1993)
- Notturno concertante для гитары и оркестра (1994)
- Faust, хореографическая поэма по Г.Гейне (1995)
- Dai Calanchi di Sabbiuno, для камерного оркестра (1995)
- Sacer Sanctus, кантата для хора и оркестра (1997)
- Wanderer-Oktett (1997)
- Briefe Büchners для голоса и оркестра (1997)
- Dionysos, балет (1998)
- Les oiseaux de passage, опера (1998)
- Wanderer-Sextett (2000)
- Tre Veglie для сопрано, виолончели и оркестра (2000)
- La burla universale, одноактная опера (2001)
- En Vinternatt для камерного оркестра (2001)
- Diario dello sdegno для оркестра (2002)
- Terra comune для большого хора и оркестра (2002)
- Il letto della storia, опера (2003)
- In pace, in canto для сопрано и струнного оркестра (2003)
- Memoria italiana для камерного ансамбля (2003)
- Veglia in canto для скрипки и оркестра (2003)
- Canti di Benjaminovo для голоса и камерного ансамбля (2003)
- Квартет № 3 (2003)
- Irini, Esselam, Shalom для чтеца, скрипки и большого оркестра (2004)
- Canti d’ombre для оркестра (2004)
- Cjante для сопрано и оркестра (2004)
- Voce d’altra voce для хора и оркестра (2005)
- El Fuego Fatuo, завершение оперы М. де Фальи (2005—2006)
- Mi chiamo Roberta для чтеца и ансамбля (2006)
- Voci di Notte для оркестра (2006)
- La giusta armonia для чтеца и оркестра (2006)
- Mare che fiumi accoglie для симфонического оркестра (2007)
- Macbeth, музыка к спектаклю (2007)
- La madre del mostro, опера (2007)
- Teneke, опера по одноименному роману Я.Кемаля (2007)

Пишет киномузыку, сотрудничал с Эрманно Ольми, Патрисом Шеро.

## Исполнители
Сочинения Вакки исполняли ведущие оркестры и ансамбли мира, которыми дирижировали Зубин Мета, Лучано Берио, Невилл Марринер, Рикардо Мути, Клаудио Аббадо, Чон Мён Хун.

## Признание
В 1974 был удостоен премии Кусевицкого, в 1976 получил первый приз на международном конкурсе молодых композиторов Gaudeamus (Нидерланды) за сочинение Вздохи Женевьевы (фр. Les soupirs de Geneviève) для одиннадцати струнных инструментов. Приз Давид ди Донателло за киномузыку (2001), Премия Люлли (2002) за Квартет № 3 и другие награды.
Почетный член Филармонической академии Болоньи, член Римской Национальной академии Святой Цецилии. Преподает в Миланской консерватории.